# Robert M. Kooyman
Robert M. Kooyman ( n. 1967 ) es un botánico australiano. Es un especialista en la familia Proteaceae.

## Algunas publicaciones
- {{p.h. Weston, r.m. Kooyman}}. 2002. Systematics of Eidothea (Proteaceae) with the description of a new species, E. hardeniana from the Nightcap Range, north-eastem New South Wales. Telopea 9: 821-832

- La abreviatura «Kooyman» se emplea para indicar a Robert M. Kooyman como autoridad en la descripción y clasificación científica de los vegetales.[1]